# Mesocletodes guillei
Mesocletodes guillei är en kräftdjursart som beskrevs av Jacques Soyer 1964. Mesocletodes guillei ingår i släktet Mesocletodes och familjen Argestidae. Inga underarter finns listade i Catalogue of Life.